# Arrondissement Nîmes
Das Arrondissement Nîmes ist eine Verwaltungseinheit des Départements Gard in der französischen Region Okzitanien. Präfektur ist Nîmes.
Im Arrondissement liegen 181 Gemeinden.

## Wahlkreise
| - Kanton Aigues-Mortes - Kanton Alès-2 (mit 5 von 15 Gemeinden) - Kanton Bagnols-sur-Cèze - Kanton Beaucaire - Kanton Calvisson - Kanton Marguerittes - Kanton Nîmes-1 - Kanton Nîmes-2 - Kanton Nîmes-3 | - Kanton Nîmes-4 - Kanton Pont-Saint-Esprit - Kanton Quissac (mit 5 von 44 Gemeinden) - Kanton Redessan - Kanton Roquemaure - Kanton Saint-Gilles - Kanton Uzès - Kanton Vauvert - Kanton Villeneuve-lès-Avignon |

## Gemeinden
Die Gemeinden des Arrondissements Nîmes sind:
| 1. Aigaliers (30001)*                    | 2. Aigues-Mortes (30003)              | 3. Aigues-Vives (30004)               | 4. Aiguèze (30005)                       |
| 5. Aimargues (30006)                     | 6. Aramon (30012)                     | 7. Argilliers (30013)                 | 8. Arpaillargues-et-Aureillac (30014)    |
| 9. Aspères (30018)                       | 10. Aubais (30019)                    | 11. Aubord (30020)                    | 12. Aubussargues (30021)                 |
| 13. Aujargues (30023)                    | 14. Bagnols-sur-Cèze (30028)          | 15. Baron (30030)                     | 16. Beaucaire (30032)                    |
| 17. Beauvoisin (30033)                   | 18. Bellegarde (30034)                | 19. Belvézet (30035)                  | 20. Bernis (30036)                       |
| 21. Bezouce (30039)                      | 22. Blauzac (30041)                   | 23. Boissières (30043)                | 24. Bouillargues (30047)                 |
| 25. Bouquet (30048)                      | 26. Bourdic (30049)                   | 27. Cabrières (30057)                 | 28. Caissargues (30060)                  |
| 29. Calvisson (30062)                    | 30. Cannes-et-Clairan (30066)         | 31. Carsan (30070)                    | 32. Castillon-du-Gard (30073)            |
| 33. Caveirac (30075)                     | 34. Cavillargues (30076)              | 35. Chusclan (30081)                  | 36. Clarensac (30082)                    |
| 37. Codognan (30083)                     | 38. Codolet (30084)                   | 39. Collias (30085)                   | 40. Collorgues (30086)                   |
| 41. Combas (30088)                       | 42. Comps (30089)                     | 43. Congénies (30091)                 | 44. Connaux (30092)                      |
| 45. Cornillon (30096)                    | 46. Crespian (30098)                  | 47. Dions (30102)                     | 48. Domazan (30103)                      |
| 49. Domessargues (30104)                 | 50. Estézargues (30107)               | 51. Flaux (30110)                     | 52. Foissac (30111)                      |
| 53. Fons (30112)                         | 54. Fons-sur-Lussan (30113)           | 55. Fontanès (30114)                  | 56. Fontarèches (30115)                  |
| 57. Fournès (30116)                      | 58. Fourques (30117)                  | 59. Gajan (30122)                     | 60. Gallargues-le-Montueux (30123)       |
| 61. Garons (30125)                       | 62. Garrigues-Sainte-Eulalie (30126)  | 63. Gaujac (30127)                    | 64. Générac (30128)                      |
| 65. Goudargues (30131)                   | 66. Issirac (30134)                   | 67. Jonquières-Saint-Vincent (30135)  | 68. Junas (30136)                        |
| 69. La Bastide-d’Engras (30031)          | 70. La Bruguière (30056)              | 71. La Calmette (30061)               | 72. La Capelle-et-Masmolène (30067)      |
| 73. La Roque-sur-Cèze (30222)            | 74. La Rouvière (30224)               | 75. Langlade (30138)                  | 76. Laudun-l’Ardoise (30141)             |
| 77. Laval-Saint-Roman (30143)            | 78. Le Cailar (30059)                 | 79. Le Garn (30124)                   | 80. Le Grau-du-Roi (30133)               |
| 81. Le Pin (30196)                       | 82. Lecques (30144)                   | 83. Lédenon (30145)                   | 84. Les Angles (30011)                   |
| 85. Lirac (30149)                        | 86. Lussan (30151)                    | 87. Manduel (30155)                   | 88. Marguerittes (30156)                 |
| 89. Mauressargues (30163)                | 90. Meynes (30166)                    | 91. Milhaud (30169)                   | 92. Montagnac (30354)                    |
| 93. Montaren-et-Saint-Médiers (30174)    | 94. Montclus (30175)                  | 95. Montfaucon (30178)                | 96. Montfrin (30179)                     |
| 97. Montignargues (30180)                | 98. Montmirat (30181)                 | 99. Montpezat (30182)                 | 100. Moulézan (30183)                    |
| 101. Moussac (30184)                     | 102. Mus (30185)                      | 103. Nages-et-Solorgues (30186)       | 104. Nîmes (30189)                       |
| 105. Orsan (30191)                       | 106. Parignargues (30193)             | 107. Pont-Saint-Esprit (30202)        | 108. Pougnadoresse (30205)               |
| 109. Poulx (30206)                       | 110. Pouzilhac (30207)                | 111. Pujaut (30209)                   | 112. Redessan (30211)                    |
| 113. Remoulins (30212)                   | 114. Rochefort-du-Gard (30217)        | 115. Rodilhan (30356)                 | 116. Roquemaure (30221)                  |
| 117. Sabran (30225)                      | 118. Saint-Alexandre (30226)          | 119. Saint-André-d’Olérargues (30232) | 120. Saint-André-de-Roquepertuis (30230) |
| 121. Saint-Bauzély (30233)               | 122. Saint-Bonnet-du-Gard (30235)     | 123. Saint-Chaptes (30241)            | 124. Saint-Christol-de-Rodières (30242)  |
| 125. Saint-Clément (30244)               | 126. Saint-Côme-et-Maruéjols (30245)  | 127. Saint-Dézéry (30248)             | 128. Saint-Dionisy (30249)               |
| 129. Sainte-Anastasie (30228)            | 130. Saint-Étienne-des-Sorts (30251)  | 131. Saint-Geniès-de-Comolas (30254)  | 132. Saint-Geniès-de-Malgoirès (30255)   |
| 133. Saint-Gervais (30256)               | 134. Saint-Gervasy (30257)            | 135. Saint-Gilles (30258)             | 136. Saint-Hilaire-d’Ozilhan (30260)     |
| 137. Saint-Hippolyte-de-Montaigu (30262) | 138. Saint-Julien-de-Peyrolas (30273) | 139. Saint-Laurent-d’Aigouze (30276)  | 140. Saint-Laurent-de-Carnols (30277)    |
| 141. Saint-Laurent-des-Arbres (30278)    | 142. Saint-Laurent-la-Vernède (30279) | 143. Saint-Mamert-du-Gard (30281)     | 144. Saint-Marcel-de-Careiret (30282)    |
| 145. Saint-Maximin (30286)               | 146. Saint-Michel-d’Euzet (30287)     | 147. Saint-Nazaire (30288)            | 148. Saint-Paulet-de-Caisson (30290)     |
| 149. Saint-Paul-les-Fonts (30355)        | 150. Saint-Pons-la-Calm (30292)       | 151. Saint-Quentin-la-Poterie (30295) | 152. Saint-Siffret (30299)               |
| 153. Saint-Victor-des-Oules (30301)      | 154. Saint-Victor-la-Coste (30302)    | 155. Salazac (30304)                  | 156. Salinelles (30306)                  |
| 157. Sanilhac-Sagriès (30308)            | 158. Sauveterre (30312)               | 159. Sauzet (30313)                   | 160. Saze (30315)                        |
| 161. Sernhac (30317)                     | 162. Serviers-et-Labaume (30319)      | 163. Sommières (30321)                | 164. Souvignargues (30324)               |
| 165. Tavel (30326)                       | 166. Théziers (30328)                 | 167. Tresques (30331)                 | 168. Uchaud (30333)                      |
| 169. Uzès (30334)                        | 170. Vallabrègues (30336)             | 171. Vallabrix (30337)                | 172. Vallérargues (30338)                |
| 173. Valliguières (30340)                | 174. Vauvert (30341)                  | 175. Vénéjan (30342)                  | 176. Verfeuil (30343)                    |
| 177. Vergèze (30344)                     | 178. Vers-Pont-du-Gard (30346)        | 179. Vestric-et-Candiac (30347)       | 180. Villeneuve-lès-Avignon (30351)      |
| 181. Villevieille (30352)                |                                       |                                       |                                          |

* Zahlen in Klammern sind INSEE-Codes

## Neuordnung der Arrondissements 2017

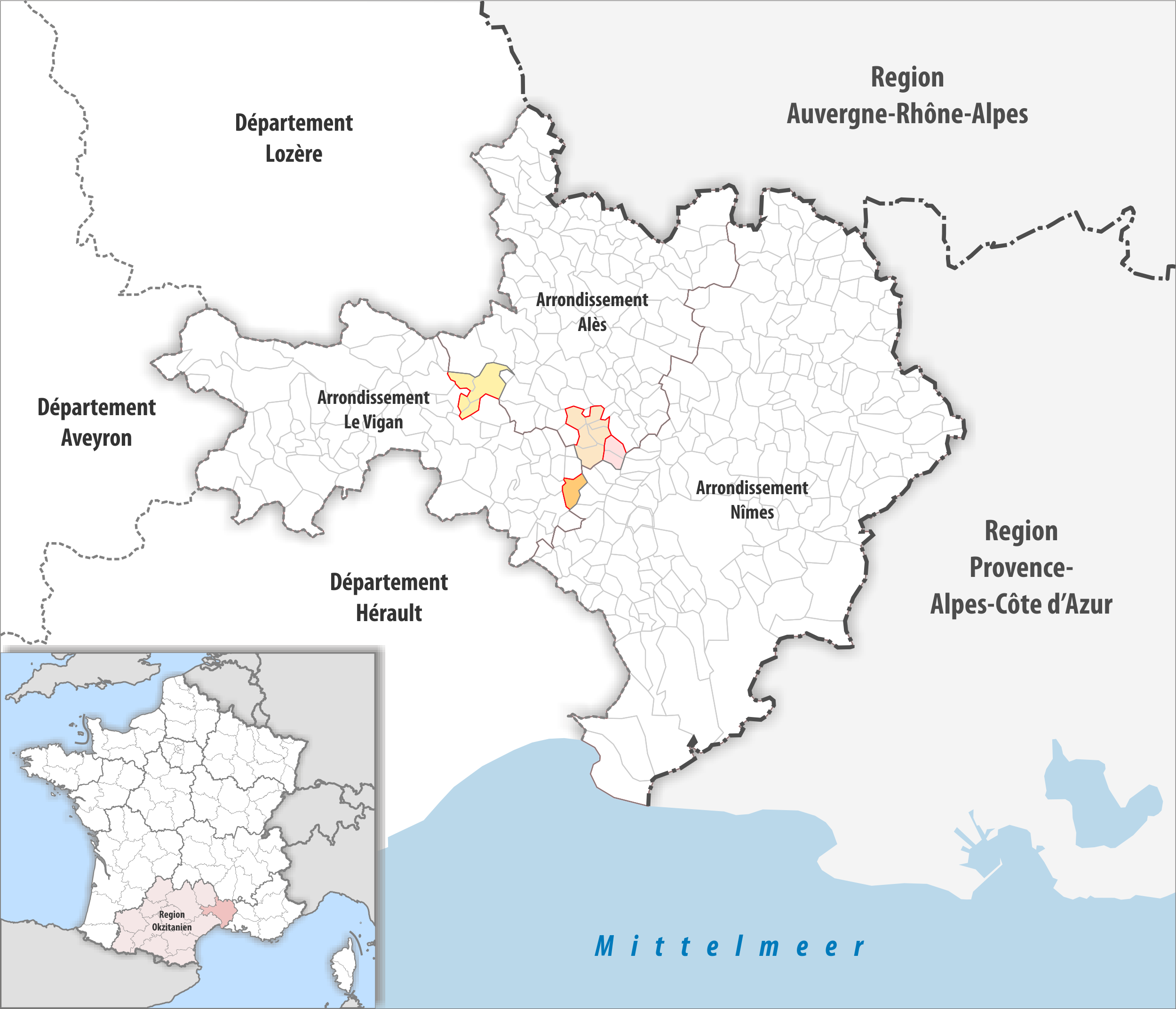
Arrondissementsanpassungen im Jahr 2017

Durch die Neuordnung der Arrondissements im Jahr 2017 wurde dem Arrondissement Nîmes die Fläche der zwei Gemeinden Domessargues und Mauressargues aus dem Arrondissement Alès und die Fläche der Gemeinde Cannes-et-Clairan aus dem Arrondissement Le Vigan zugewiesen.

## Weitere Verschiebungen
- Zum 18. August 2020 wurde die Gemeinde Bouquet aus dem Arrondissement Alès in das Arrondissement Nîmes übergeführt.[1]